# Kistúr
Kistúr (szlovákul Dolné Turovce) Nagytúr településrésze, korábban önálló falu Szlovákiában, a Nyitrai kerület Lévai járásában.

## Fekvése
Ipolyságtól 2 km-re északra, a Korpona partján fekszik, ma Nagytúr déli részét képezi.

## Története
Túr községet 1156-ban "Tur" néven említik először, ez azonban a mai Felsőtúr községre vonatkozik. Kistúr írott forrásban 1434-ben tűnik fel először "Kystur" alakban. Főbb birtokosai a Palásthyak, Kalocsák és Kappelek voltak. Az Ivánka családnak a 18. században épített későbarokk kúriája állt itt, utolsó lakója Somogyi Béla, Hont vármegye alispánja volt. 1715-ben 2 kúriája és 18 háza állt. 1720-ban 20 portája adózott. 1828-ban 30 házában 185 lakos élt. Lakói főként mezőgazdasággal foglalkoztak.
Vályi András szerint "Kis Túr, Felső Túr, Közép Túr. Három Magyar falu Hont Várm. földes Uraik külömbfélék, lakosaik katolikusok, és másfélék is, földgyeik meglehetősek, legelőjök elég van, szőlőhegyeik középszerű borokat teremnek."
Fényes Elek szerint "Tur (Kis), magyar falu, Honth vmegyében, 187 kath., 10 evang. lakossal."
A trianoni békeszerződésig Hont vármegye Ipolysági járásához tartozott. 1938 és 1944 között újra Magyarország része.

## Népessége
1910-ben 411, túlnyomórészt magyar lakosa volt.
2001-ben Nagytúr 805 lakosából 489 magyar és 307 szlovák volt.

## Nevezetességei
- A falu szecessziós stílusú kastélya a 20. század elején épült.
- Másik kastélya eredetileg későbarokk stílusú volt, a 18. század második felében épült. A 19. században klasszicista stílusban építették át.
- A falu határában álló, a Boldogságos Szűz tiszteletére szentelt kápolnát 1901-ben építették.
- A falu közepén fa harangláb áll.

## Külső hivatkozások
- Községinfó
- A község Szlovákia térképén
- E-obce.sk[halott link]